# Tribolium (plante)
Pour les articles homonymes, voir Tribolium.
Genre
Tribolium est un genre de plantes herbacées de la famille des Poaceae, originaire d'Afrique.
Ce genre regroupe une dizaine d'espèces annuelles ou vivaces, indigènes de l'Afrique australe, dont quatre ont été introduites en Australie. 

## Liste d'espèces
Selon ITIS (23 oct. 2013) :
- Tribolium acutiflorum (Nees) Renvoize
- Tribolium brachystachyum (Nees) Renvoize
- Tribolium ciliare (Stapf) Renvoize
- Tribolium curvum (Nees) Verboom & H. P. Linder
- Tribolium echinatum (Thunb.) Renvoize
- Tribolium hispidum (sv) (Thunb.) Desv.
- Tribolium obliterum (Hemsl.) Renvoize
- Tribolium obtusifolium (Nees) Renvoize
- Tribolium pleuropogon (Stapf) Verboom & H. P. Linder
- Tribolium purpureum (L. f.) Verboom & H. P. Linder
- Tribolium pusillum (Nees) H. P. Linder & Davidse
- Tribolium tenellum (Nees) Verboom & H. P. Linder
- Tribolium uniolae (L. f.) Renvoize
- Tribolium utriculosum (Nees) Renvoize

Selon World Checklist of Selected Plant Families (WCSP) (23 oct. 2013) :
- Tribolium acutiflorum (Nees) Renvoize (1985)
- Tribolium alternans (Nees) Renvoize (1985)
- Tribolium amplexum Renvoize (1985)
- Tribolium brachystachyum (Nees) Renvoize (1985)
- Tribolium ciliare (Stapf) Renvoize (1985)
- Tribolium curvum (Nees) Verboom & H.P.Linder (2010)
- Tribolium echinatum (Thunb.) Renvoize (1985)
- Tribolium hispidum (sv) (Thunb.) Desv. (1831)
- Tribolium obliterum (Hemsl.) Renvoize (1985)
- Tribolium obtusifolium (Nees) Renvoize (1985)
- Tribolium pleuropogon (Stapf) Verboom & H.P.Linder (2010)
- Tribolium purpureum (L.f.) Verboom & H.P.Linder (2010)
- Tribolium tenellum (Nees) Verboom & H.P.Linder (2010)
- Tribolium uniolae (L.f.) Renvoize (1985)
- Tribolium utriculosum (Nees) Renvoize (1985)

Selon Tropicos (23 oct. 2013) :
- Tribolium acutiflorum (Nees) Renvoize
- Tribolium alternans (Nees) Renvoize
- Tribolium amplexum Renvoize
- Tribolium angustifolium Stapf
- Tribolium brachystachyum (Nees) Renvoize
- Tribolium capensis Nees
- Tribolium ciliare (Stapf) Renvoize
- Tribolium curvum (Nees) Verboom & H.P. Linder
- Tribolium echinatum (Thunb.) Renvoize
- Tribolium hispidum (sv) (Thunb.) Desv.
- Tribolium obliterum (Hemsl.) Renvoize
- Tribolium obtusifolium (Nees) Renvoize
- Tribolium pleuropogon (Stapf) Verboom & H.P. Linder
- Tribolium purpureum (L. f.) Verboom & H.P. Linder
- Tribolium pusillum (Nees) H.P. Linder & Davidse
- Tribolium tenellum (Nees) Verboom & H.P. Linder
- Tribolium uniolae (L. f.) Renvoize
- Tribolium utriculosum (Nees) Renvoize